# Đội tuyển bóng chuyền nữ U-23 quốc gia Việt Nam
Đội tuyển bóng chuyền nữ U-23 quốc gia Việt Nam đại diện cho Việt Nam trong các giải đấu bóng chuyền dưới 23 tuổi. Đội được điều hành và quản lý bởi Liên đoàn bóng chuyền của Việt Nam (VFF)  là thành viên của Liên đoàn bóng chuyền châu Á (AVC) và Liên đoàn bóng chuyền quốc tế (FIVB).

## Lịch sử thi đấu

### Giải vô địch Thế giới
- 2013 — Không tham dự
- 2015 — Không tham dự
- 2017 — Không đủ điều kiện
- / 2019 — Vượt qua vòng loại nhưng bj hủy bỏ do biểu tình ở Hồng Kông

### Giải vô địch châu Á
- 2015 — Không tham dự
- 2017 —  Hạng 3
- 2019 —  Hạng 3

### Cúp hòa bình châu Á
- 2019 —  Huy chương Vàng

## Đội hình hiện tại
- Huân luyện viên trưởng:  Nguyễn Tuấn Kiệt
- Trợ lý huấn luyện viên: 
  -  Lê Thị Hiền
  -  Nguyễn Trọng Linh

 12 cầu thủ sau đây đã được gọi cho Giải vô địch bóng chuyền U23 nữ châu Á 2019. 
| #  | Pos | Name                          | Date of Birth (age) | Height              | Weight         | Spike           | Block           | 2019 club             |
| -- | --- | ----------------------------- | ------------------- | ------------------- | -------------- | --------------- | --------------- | --------------------- |
| 1  | OH  | Dương Thị Hên                 | 15 tháng 8, 1998    | 1,74 m (5 ft 9 in)  | 56 kg (123 lb) | 308 cm (121 in) | 293 cm (115 in) | VTV Bình Điền Long An |
| 2  | OP  | Đặng Thị Kim Thanh            | 28 tháng 3, 1999    | 1,79 m (5 ft 10 in) | 64 kg (141 lb) | 305 cm (120 in) | 300 cm (120 in) | VTV Bình Điền Long An |
| 3  | OH  | Trần Thị Thanh Thúy (captain) | 12 tháng 11, 1997   | 1,93 m (6 ft 4 in)  | 67 kg (148 lb) | 320 cm (130 in) | 310 cm (120 in) | Denso Airybees        |
| 6  | L   | Lê Thị Yến                    | 7 tháng 4, 1997     | 1,69 m (5 ft 7 in)  | 62 kg (137 lb) | 280 cm (110 in) | 270 cm (110 in) | Kingphar Quảng Ninh   |
| 7  | OP  | Hoàng Thị Kiều Trinh          | 11 tháng 2, 2002    | 1,75 m (5 ft 9 in)  | 61 kg (134 lb) | 303 cm (119 in) | 295 cm (116 in) | Thông tin LVPB        |
| 9  | MB  | Trần Thị Bích Thủy            | 11 tháng 12, 2000   | 1,83 m (6 ft 0 in)  | 64 kg (141 lb) | 310 cm (120 in) | 302 cm (119 in) | Air Force VC          |
| 11 | L   | Nguyễn Khánh Đang             | 10 tháng 3, 2000    | 1,59 m (5 ft 3 in)  | 55 kg (121 lb) | 270 cm (106 in) | 266 cm (105 in) | VTV Bình Điền Long An |
| 15 | MB  | Nguyễn Thị Trinh              | 9 tháng 5, 1997     | 1,81 m (5 ft 11 in) | 60 kg (130 lb) | 311 cm (122 in) | 304 cm (120 in) | Đắk Lắk VC            |
| 17 | OH  | Trần Tú Linh                  | 10 tháng 10, 1999   | 1,80 m (5 ft 11 in) | 65 kg (143 lb) | 310 cm (120 in) | 301 cm (119 in) | Vietinbank VC         |
| 18 | MB  | Lưu Thị Huệ                   | 2 tháng 1, 1999     | 1,85 m (6 ft 1 in)  | 59 kg (130 lb) | 315 cm (124 in) | 303 cm (119 in) | Vietinbank VC         |
| 19 | S   | Đoàn Thị Lâm Oanh             | 6 tháng 7, 1998     | 1,77 m (5 ft 10 in) | 66 kg (146 lb) | 297 cm (117 in) | 294 cm (116 in) | Thông tin LVPB        |
| 20 | S   | Nguyễn Thu Hoài               | 16 tháng 9, 1998    | 1,74 m (5 ft 9 in)  | 60 kg (130 lb) | 295 cm (116 in) | 291 cm (115 in) | Vietinbank VC         |

- OP đối diện Spiker
- OH bên ngoài Hitter
- Trình chặn giữa MB
- S Setter
- L Libero